# City Hall Plaza
City Hall Plaza, City Hall Plaza Tower o 900 Elm Street es una torre de oficinas de 83,82 m en la ciudad de Mánchester, en el estado de Nuevo Hampshire (Estados Unidos). Desde su finalización en 1992, ha sido el edificio más alto de la ciudad y el estado, y también el norte de Nueva Inglaterra (los estados de Nuevo Hampshire, Maine y Vermont). Es sin embargo menos alto que muchos edificios de Boston, Hartford, New Haven y Providence. La torre se utiliza como espacio de oficinas para empresas privadas y para el gobierno de la ciudad de Mánchester. Fue diseñado por el estudio de arquitectura Lavallee/Brensinger Architects.
El edificio es reconocible como una de las principales características del horizonte de Mánchester, junto con Brady Sullivan Plaza, SNHU Arena, DoubleTree Hotel, el centro de Nuevo Hampshire y el edificio Citizens Bank. La fachada es de ladrillo y piedra caliza, con techo azul a cuatro aguas. El edificio fue construido a principios de la década de 1990 (la construcción se completó en 1992) por Nynex Properties a un costo de 22 millones de dólares. La propiedad cambió de manos varias veces hasta que fue comprado por su actual propietario, Brady Sullivan Properties (también propietario del cercano Brady Sullivan Plaza, el segundo edificio más alto de Nuevo Hampshire) en septiembre de 2014.